# Shelagh Roberts
Shelagh Roberts (n. 13 octombrie 1924) este un om politic britanic, membru al Parlamentului European în perioadele 1979-1984 si 1984-1989 din partea Regatului Unit. 
1. ↑  Deputații în Parlamentul European